# Brasil Bowl
O Brasil Bowl é o jogo final da Liga BFA, a Liga Brasileira de Futebol Americano, principal campeonato de futebol americano do Brasil. Seu nome é derivado do Super Bowl, o jogo do campeonato da NFL que decide o campeão da temporada americana. A próxima edição será realizada em 19 de novembro de 2022.

## Classificação
Para chegar ao Brasil Bowl, as equipes disputam a fase regular da Liga BFA, dentro de suas regiões e, em seguida, os Playoffs. Apenas os campeões de conferência disputam os playoffs a nível nacional.

## Mando de Campo
O mando de campo no Brasil Bowl é pré-definido de acordo com o regulamento da Liga BFA. Para 2022, as semifinais nacionais serão disputadas entre o campeão do Centro-Oeste/Norte e o campeão do Sul, e entre o campeão do Sudeste e o campeão do Nordeste. A preferência para mando de campo no Brasil Bowl em 2022 é do Nordeste, seguido pelo Sul e Centro-Oeste/Norte.

## História
O Brasil Bowl foi disputado pela primeira vez em 2010 com vitória do Cuiabá Arsenal sobre o Coritiba Crocodiles na cidade de Embu das Artes, São Paulo. Assim, o Cuiabá Arsenal conquista o título da Liga Brasileira de Futebol Americano.
Em 2016 ocorreu a unificação das equipes em um único campeonato nacional, assim o Brasil Bowl VII foi a primeira edição de um campeonato nacional unificado.
O Timbó Rex venceu o Flamengo FA, conquistando o inédito Brasil Bowl e o bicampeonato nacional por ter vencido o Torneio Touchdown 2015.

## Arbitragem
| Edição | Ano  | Referee            | Center Judge   | Umpire            | Head Linesman      | Line Judge      | Side Judge       | Field Judge       | Back Judge           |
| ------ | ---- | ------------------ | -------------- | ----------------- | ------------------ | --------------- | ---------------- | ----------------- | -------------------- |
| I      | 2010 | Jean Pierre Soares | -              | Marcelo Sampaio   | Gustavo Melito     | Renato Orosco   | Fabiano Marques  | Renata Iakatos    | Douglas Alves        |
| II     | 2011 | Jean Pierre Soares | -              | Marcelo Sampaio   | Felipe Oliveira    | Renato Orosco   | Thyago Zys       | Rafael Maia       | Pablo Dominguez      |
| III    | 2012 | Jean Pierre Soares | -              | Thyago Zys        | Felipe Oliveira    |                 |                  |                   |                      |
| IV     | 2013 | Luis Eduardo       | -              | Bruno Sena        | Julien Haffar      | André Melo      | Milton Silva     |                   | Jonas Frota          |
| V      | 2014 | Felipe Oliveira    | -              | Francisco Neto    | Diego Garcia       | Abner de Souza  | André Cesconetto | André Cantarin    | Carlos Augusto Alves |
| VI     | 2015 | Armando Melo       | -              | Moisés Braga      | Rafael Nathan      | Fabiano Marques | Heitor Medeiros  | Leonardo Bezerra  | Igor Rodrigues       |
| VII    | 2016 | Jean Pierre Soares | Gustavo Melito | Evandro Fernandes | Felipe Rosa        | Diego Rodrigues | Daniel Vasques   | Tiago Couto       | Lauwrence Acioli     |
| VIII   | 2017 | Jean Pierre Soares | -              | Gustavo Melito    | Diego Rodrigues    | Kayllon Rogger  | Daniel Vasques   | Cicero Araujo     | Eduardo Mucelli      |
| IX     | 2018 | Jean Pierre Soares | Renan Peres    | Genes Cavalcanti  | André Menezes      | Marcello Burle  | Humberto Ventura | Moyses Salles     | Josias Monção        |
| X      | 2019 | Vinicius Behs      | -              | Danilo Souza      | Otni Pina          | Joabe Mello     | Felipe Oliveira  | Mychael Schug     | Erich Max Hering     |
| XI     | 2022 | Vinicius Behs      | Mychael Schug  | Francisco Neto    | Felipe Sakai       | Rafael Casa     | Jimmy Miquelasso | Giane Pessoa      | Bernardo Scofano     |
| XII    | 2023 | Pedro Barros       | Vitor Eiras    | Felipe Sakai      | João Victor Grella | Guilherme Cohen | Giane Pessoa     | Anderson Fontoura | Bernardo Scofano     |
| XIII   | 2024 | Pedro Barros       | Marcello Burle | Genes Cavalcanti  | Abner de Souza     | Gustavo Peres   | Renan Peres      | Pedro Braz        | Marcus Gomes         |

| Arbitragens de Brasil Bowl | Árbitro              | Brasil Bowl(s)            |
| -------------------------- | -------------------- | ------------------------- |
| 6                          | Jean Pierre Soares   | I, II, III, VII, VIII, IX |
| 4                          | Felipe Oliveira      | II, III, V, X             |
| 3                          | Gustavo Melito       | I, VII, VIII              |
| 2                          | Abner de Souza       | V, XIII                   |
| 2                          | Bernardo Scofano     | XI, XII                   |
| 2                          | Daniel Vasques       | VII, VIII                 |
| 2                          | Diego Rodrigues      | VII, VIII                 |
| 2                          | Fabiano Marques      | I, VI                     |
| 2                          | Felipe Sakai         | XI, XII                   |
| 2                          | Francisco Neto       | V, XI                     |
| 2                          | Genes Cavalcanti     | IX, XIII                  |
| 2                          | Giane Pessoa *       | XI, XII                   |
| 2                          | Marcello Burle       | IX, XIII                  |
| 2                          | Marcelo Sampaio      | I, II                     |
| 2                          | Mychael Schug        | X, XI                     |
| 2                          | Renan Peres          | IX, XIII                  |
| 2                          | Renato Orosco        | I, II                     |
| 2                          | Pedro Barros         | XII, XIII                 |
| 2                          | Thyago Zys           | II, III                   |
| 2                          | Vinicius Behs        | X, XI                     |
| 1                          | Anderson Fontoura    | XII                       |
| 1                          | André Cantarin       | V                         |
| 1                          | André Cesconetto     | V                         |
| 1                          | André Melo           | IV                        |
| 1                          | André Menezes        | IX                        |
| 1                          | Armando Melo         | VI                        |
| 1                          | Bruno Sena           | IV                        |
| 1                          | Carlos Augusto Alves | V                         |
| 1                          | Cicero Araujo        | VIII                      |
| 1                          | Danilo Souza         | X                         |
| 1                          | Diego Garcia         | V                         |
| 1                          | Douglas Alves        | I                         |
| 1                          | Eduardo Mucelli      | VIII                      |
| 1                          | Erich Max Hering     | X                         |
| 1                          | Evandro Fernandes    | VII                       |
| 1                          | Felipe Rosa          | VII                       |
| 1                          | Guilherme Cohen      | XII                       |
| 1                          | Gustavo Peres        | XIII                      |
| 1                          | Heitor Medeiros      | VI                        |
| 1                          | Humberto Ventura     | IX                        |
| 1                          | Igor Rodrigues       | VI                        |
| 1                          | Jimmy Miquelasso     | XI                        |
| 1                          | Joabe Mello          | X                         |
| 1                          | João Victor Grella   | XII                       |
| 1                          | Jonas Frota          | IV                        |
| 1                          | Josias Monção        | IX                        |
| 1                          | Julien Haffar        | IV                        |
| 1                          | Kayllon Rogger       | VIII                      |
| 1                          | Lauwrence Acioli     | VII                       |
| 1                          | Leonardo Bezerra     | VI                        |
| 1                          | Luis Eduardo         | IV                        |
| 1                          | Marcus Gomes         | XIII                      |
| 1                          | Milton Silva         | IV                        |
| 1                          | Moisés Braga         | VI                        |
| 1                          | Moyses Salles        | IX                        |
| 1                          | Otni Pina            | X                         |
| 1                          | Pablo Dominguez      | II                        |
| 1                          | Pedro Braz           | XIII                      |
| 1                          | Rafael Casa          | XI                        |
| 1                          | Rafael Maia          | II                        |
| 1                          | Rafael Nathan        | VI                        |
| 1                          | Renan Peres          | IX                        |
| 1                          | Renata Iakatos       | I                         |
| 1                          | Tiago Couto          | VII                       |
| 1                          | Vitor Eiras          | XII                       |

*Giane Pessoa arbitrou o Brasil Bowl XI representando o Estado de Santa Catarina e o Brasil Bowl XII representando o Estado do Paraná.